# Kippel
Kippel (gsw. Chiipl) – miejscowość i gmina (Politische Gemeinde) w południowej Szwajcarii, w kantonie Valais, w okręgu (Bezirk) Westlich Raron. Leży nad rzeką Lonza.

## Demografia
W Kippel mieszka 313 osób. W 2021 roku 3,5% populacji gminy stanowiły osoby urodzone poza Szwajcarią. 